# Distretto di Una
Il distretto di Una è un distretto dell'Himachal Pradesh, in India, di 447 967 abitanti. Il suo capoluogo è Una.